# 피셔탈
피셔탈(독일어: Fieschertal)은 스위스 발레주의 곰스 지역에 있는 마을이자, 시정촌이다. 피셔탈 마을 외에, 시정촌에는 비훌, 체르 플리 및 비르불의 인근 마을이 포함된다.

## 역사
피셔탈은 1351년에 Vallis de Vies로 처음 언급되었다.

## 지리
피셔탈 마을은 피셔 빙하를 배수하는 론강의 지류인 비스바서 계곡에 위치해 있다. 마을 외에도 지자체에는 비훌, 체르 플리 및 비르불을 포함한 인근의 여러 작은 마을 이 있다. 그러나 지자체의 대부분의 지역은 사람이 거의 거주하지 않는 높은 산의 풍경으로 구성되어 있으며 대부분의 알레치 빙하와 그 지류 빙하와 피셔 빙하 전체를 포함하여 빙하가 많이 형성되어 있다. 융프라우, 묀히, 피셔호른, 아가시호른, 핀스터아어호른, 오버아어호른, 바젠호른, 그륀호른, 바넨호른, 엑기스호른, 알레취호른, 미타크호른 및 글레처호른은 모두 메르옐렌 호수와 마찬가지로 시정촌 내부 또는 경계에 있다. 탑 오브 유럽 관광 명소가 있는 융프라우요흐는 지자체의 북쪽 경계선 바로 안쪽에 있지만 접근은 오로지 북쪽의 커뮤니티에서만 가능하다.
피셔탈의 면적은 2011년 기준으로 173k㎡이다. 이 면적 중 3.0%는 농업용으로 사용되고, 2.2%는 산림이다. 나머지 토지 중 0.1%는 정착지(건물 또는 도로)이고, 94.7%는 비생산적인 토지이다.

### 기후
피셔탈에는 연간 평균 98.9일의 비 또는 눈이 내리며 평균 강수량은 923mm이다. 가장 습한 달은 10월로 이 기간 동안 피셔탈은 평균 98mm의 비나 눈을 내렸다. 이달의 평균강수일은 7.4일이다. 강수량이 가장 많은 달은 5월로 평균 10.1일이지만 비나 눈은 95mm에 불과하다. 연중 가장 건조한 달은 7월로 8.2일 동안 평균 강수량이 57mm이다.

## 인구통계
2020년 12월 기준, 피셔탈의 인구는 326명이다. 2008년 기준으로 인구의 4.9%가 거주하는 외국인이다. 1999년부터 2009년까지 지난 10년 동안 인구는 7%의 비율로 변화했다. 이주로 인해 4.1%의 비율로, 출생 및 사망으로 인해 -1.5%의 비율로 변경되었다.
2000년 기준, 인구 대부분인 251명(98.4%)이 독일어를 모국어로 사용하고, 네덜란드어가 두 번째로 많이 사용되며, 2명(0.8%)이 프랑스어와 이탈리아어가 1명(0.4%)으로 세 번째이다.
2008년 기준으로 인구의 성별 분포는 남성 50.3%, 여성 49.7%이다. 인구는 134명의 스위스 남성(인구의 46.2%)과 12명의 비스위스계 남성(4.1%)으로 구성되었다. 스위스 여성은 133명(45.9%), 비스위스계 여성은 11명(3.8%)이었다. 지자체의 인구 중 157명(약 61.6%)가 피셔탈에서 태어나 2000년에 그곳에 살았다. 같은 주에서 태어난 66명(25.9%)가 있었고, 15명(5.9%)가 스위스 다른 곳에서 태어났다. 10명(3.9%)는 스위스 밖에서 태어났다.
인구의 연령 분포(2000년 기준)는 어린이와 청소년(0~19세)이 전체 인구의 25.5%, 성인(20~64세)이 58%, 노인(64세 이상)이 16.5%를 차지한다.
2000년 기준으로 시정촌에서 미혼이거나 독신인 사람은 116명이다. 기혼자가 115명, 미망인이 22명, 이혼한 사람이 2명이었다.
2000년 기준으로 시정촌에는 94가구이며, 가구당 평균 2.7명이 거주하고 있다. 1인 가구는 23가구, 5인 이상 가구는 10가구였다. 총 95가구 중 1인 가구가 24.2%로 부모와 동거하는 성인이 2명이었다. 나머지 가구 중 자녀가 없는 기혼 가구는 25가구, 자녀가 있는 기혼 가구는 38가구 자녀가 있는 편부모는 5가구였다. 1가구는 혈연관계가 없는 사람들로 구성되었고 1가구는 일종의 기관이나 다른 공동주택으로 구성되었다.
2000년에는 총 133개 주거동 중 76호(전체의 57.1%)가 단독주택이었다. 다가구는 44채(33.1%), 주거용으로 주로 사용되는 다목적 건물은 4개(3.0%), 기타 용도(상업, 공업)는 9개(6.8%)로 구성되어 있다.
2000년에는 총 93채(전체의 44.7%)가 상설 임대되었고, 91채(43.8%)가 계절적 임대, 24채(11.5%)가 비어 있었다. 2009년 기준 신규주택 건설률은 인구 1,000명당 3.4세대이다.
역사적 인구는 다음 차트에 나와 있다.

### 종교
2000년 인구 조사에서 240명(또는 94.1%)이 로마 가톨릭 신자였으며, 4명(또는 1.6%)이 스위스 개혁 교회에 속했다. 3명(인구의 약 1.18%)은 교회에 속하지 않았고, 불가지론자 또는 무신론자였으며, 8명(인구의 약 3.14%)은 질문에 대답하지 않았다.

## 경제
2010년 현재 피셔탈의 실업률은 2.8%이다. 2008년 기준으로 1차 경제 부문에 27명이 고용되어 있으며, 이 부문에 약 13개 기업이 참여하고 있다. 110명이 2차 부문에 고용되었고, 이 부문에 5개의 기업이 있었다. 136명이 3차 부문에 고용되어 있으며, 이 부문에는 11개의 기업이 있다.  시정촌 주민은 134명으로 일정 정도 고용되었으며, 그중 여성이 전체 노동력의 43.3%를 차지하였다.
2008년에 정규직에 상응하는 총 일자리 수는 255개였다. 1차 부문의 일자리 수는 17개였으며, 그중 8개는 농업에 있었고, 9개는 임업 또는 목재 생산에 있었다. 2차 부문의 일자리 수는 108개로 이 중 21개(19.4%)가 제조업, 87개(80.6%)가 건설업이었다. 3차 부문의 일자리 수는 130개였다. 3차 부문의 경우 4개(3.1%)는 도소매 판매 또는 자동차 수리, 54개(41.5%)는 상품의 이동 및 보관, 63개(48.5%)는 호텔 또는 레스토랑, 3개(2.3%)는 기술 전문가 또는 과학자였다. 2개(1.5%)가 교육을 받았다.
2000년 기준으로 시정촌으로 출퇴근하는 근로자는 80명, 출퇴근 근로자는 86명이었다. 지자체는 근로자의 순수출 지자체로, 1명이 전입될 때, 약 1.1명의 근로자가 지자체를 전출하고 있다. 근로 인구의 15.7%가 출퇴근을 위해 대중교통을 이용했고, 56%가 자가용을 이용했다.

## 교통
3km 거리의 단일 도로는 론 계곡을 따라 올라가는 주요 도로에서 피셔탈 마을과 피쉬 마을을 연결한다. 포스트버스 스위스 서비스는 피쉬와 피셔탈을 연결하여 마터호른 고트하르트 철도(MGB)의 푸르카-오버알프선에 있는 피쉬역과 환승을 제공한다. 버스 서비스는 시간 간격으로 운행된다.
피셔탈 마을에서 북서쪽으로 약 18km 떨어진 융프라우 철도의 융프라우요흐역 종점역은 시 경계 바로 안쪽에 있다. 이 둘 사이의 지역과 나머지 대부분의 시정촌에는 도로나 기타 개발된 교통수단이 없다.

## 교육
피셔탈에서는 인구의 약 95명(37.3%)이 비필수 고등교육을 이수했으며, 11명(4.3%)이 추가 고등교육( 대학 또는 응용학문대학)을 완료했다. 고등교육을 이수한 11명 중 81.8%가 스위스 남성이고, 0.0%가 스위스 여성이었다.
2000년 기준으로, 피셔탈에서 37명의 학생이 시외 학교에 다녔다.